# FABP6
FABP6 (англ. Fatty acid binding protein 6) – білок, який кодується однойменним геном, розташованим у людей на короткому плечі 5-ї хромосоми. Довжина поліпептидного ланцюга білка становить 128 амінокислот, а молекулярна маса — 14 371.
| 10         |  | 20         |  | 30         |  | 40         |  | 50         |
| ---------- |  | ---------- |  | ---------- |  | ---------- |  | ---------- |
| MAFTGKFEME |  | SEKNYDEFMK |  | LLGISSDVIE |  | KARNFKIVTE |  | VQQDGQDFTW |
| SQHYSGGHTM |  | TNKFTVGKES |  | NIQTMGGKTF |  | KATVQMEGGK |  | LVVNFPNYHQ |
| TSEIVGDKLV |  | EVSTIGGVTY |  | ERVSKRLA   |  |            |  |            |

A: Аланін

D: Аспарагінова кислота

E: Глутамінова кислота

F: Фенілаланін

G: Гліцин

H: Гістидин

I: Ізолейцин

K: Лізин

L: Лейцин

M: Метіонін

N: Аспарагін

P: Пролін

Q: Глутамін

R: Аргінін

S: Серин

T: Треонін

V: Валін

W: Триптофан

Задіяний у таких біологічних процесах як транспорт, транспорт ліпідів, поліморфізм, ацетилювання. 
Білок має сайт для зв'язування з ліпідами. 
Локалізований у цитоплазмі, мембрані.